# 廉施聖人
廉施聖人（希臘語：Άγιοι Ανάργυροι），正教会译为轻财者，是指那些予人善行且不求回報的基督教聖人，這些聖人通常是療癒師和基督徒醫師，他們反對收取費用的醫療行為，認為所有病人都有權接受免費治療。一詞由和組成，意為「不接受、不收」；，拉丁語稱為，即「銀」，兩者結合即意為「不收銀」（「不受銀錢」）。
以下都屬於廉施聖人：
- 澤乃達和菲勒美拉（英语：Zenaida and Philonella），最初的廉施聖人（約100年逝世）
- 聖特里豐（英语：Tryphon, Respicius, and Nympha）（約250年逝世）
- 廉施者泰勒臘烏斯（西班牙语：Talaleo de Egea） ()，殉道者，曾生活於奇里乞亞（284年逝世）[3]
- 葛斯默和達彌盎（約303年逝世）
- 賽魯斯和約翰（英语：Cyrus and John）（約304年逝世）
- 聖潘捷列伊蒙，也稱聖龐大良（305年逝世）
- 好客者桑普森（英语：Sampson the Hospitable）（約530年逝世）
- 路喀總主教（英语：Luka (Voyno-Yasenetsky)）（1961年逝世）